# Horná Streda
Horná Streda es un municipio del distrito de Nové Mesto nad Váhom en la región de Trenčín, Eslovaquia, con una población estimada a final del año 2024 de 1420 habitantes.
Se encuentra ubicado al oeste de la región, cerca del río Váh (cuenca hidrográfica del Danubio) y de la frontera con la región de Trnava y la República Checa.

## Demografía
| Año        | 1994 | 2004    | 2014    | 2024    |
| ---------- | ---- | ------- | ------- | ------- |
| Población  | 1328 | 1264    | 1350    | 1420    |
| Diferencia |      | −4,81 % | +6,80 % | +5,18 % |

| Año        | 2023 | 2024    |
| ---------- | ---- | ------- |
| Población  | 1415 | 1420    |
| Diferencia |      | +0,35 % |